# Lhotka, Frýdek-Místek
Lhotka là một làng thuộc huyện Frýdek-Místek, vùng Moravskoslezský, Cộng hòa Séc.